# Nonamed
Nonamed es un videojuego desarrollado por Dinamic Software en plena edad de oro del software español. Está ambientado dentro del subgénero literario perteneciente a la espada y brujería, de inspiración en la serie Dungeons & Dragons. El videojuego combinó a pares el clásico arcade de videoaventura con el típico videojuego de plataformas. Se desarrolló para las plataformas ZX Spectrum, MSX y Amstrad CPC.

## Argumento

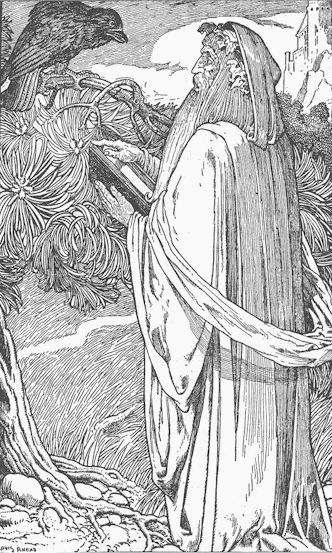
Durante el videojuego contamos con la ayuda del mago Nirlem, anagrama de Merlín. En la imagen grabado del mago Merlín por Louis Rhead en 1923.

La historia giró en torno al típico ritual de iniciación de un joven campesino que, para ser miembro de la caballería del rey Abdul Honeickam Gargoy, debe deambular y salir con vida del Castillo sin nombre (al que se refiere el título del videojuego), una antigua propiedad del malvado ser salido del averno Alucard.

## Jugabilidad
Durante el juego, el jugador que maneja al campesino debe luchar contra ogros, esqueletos andantes y dragones, y salir vencedor de todos sus obstáculos con ayuda de los hechizos del mago Nilrem.

## Desarrollo
El videojuego fue desarrollado por Ignacio Abril, en el apartado de programación para Spectrum y Amstrad, Tomás Ledo en el apartado sonoro, y Javier y Manuel Cubedo en el apartado gráfico. Ignacio Abril estuvo trabajando con algunos lenguajes de programación desarrollando el juego hasta que se atrevió a mandárselo a Dinamic Software, una de las empresas españolas más importantes de videojuegos a mediados de los ochenta.